# Schipper naast Mathilde
Schipper naast Mathilde was een succesvolle Vlaamse televisiesitcom die van 10 mei 1955 tot 19 juli 1963 op de Vlaamse openbare omroep te zien was. Productieleider: Bert Janssens.
Het programma is een van de grote klassiekers van de Vlaamse televisie. Het was bijzonder populair eind jaren 50, begin jaren 60 en er werden 185 afleveringen rond gemaakt. Veel van deze episodes werden live op antenne uitgezonden, zonder dat men een opname bijhield. Daarom zijn er slechts tien afleveringen van de legendarische reeks beschikbaar. Ze werden in 2005 allemaal op dvd uitgegeven. De titel is gebaseerd op de aloude Vlaamse uitdrukking 'de schipper naast Mathilde houden', wat zoveel betekent als de kerk in het midden houden of, volgens andere bronnen, vreemdgaan met je buurvrouw.

## Concept
De sitcom draaide rond de gepensioneerde schipper Matthias, zijn lieve zus Mathilde, de geadopteerde dochter Marianneke (eerst gespeeld door Francine De Weerdt, vanaf 1959 door Chris Lomme onder de nieuwe naam "Marieke"), de bemoeizuchtige Madam Krielemans, de stotterende en deftige Philidoor, de oerdomme Sander en Hyppoliet Maréchal die voortdurend Franse uitdrukkingen gebruikte, maar wel continu taalfouten maakte. Als men hem dan verbeterde reageerde hij altijd defensief: "Allez, 't is toch dat wat ik zééé!" ("Dat is toch wat ik zei!") Ook bezat het gezin een papegaai die regelmatig "Kopke Krabbééééé" zei en vaak commentaar gaf op wat er om zich heen gebeurde.
De populariteit van de serie kan toegeschreven worden aan de volkse aard van het programma. De personages spraken met een Antwerps accent. De serie is naar hedendaagse normen erg gedateerd. Technisch is het in feite gefilmd toneel en ook de humor moest het vaak hebben van de typische gedragingen van de personages en kluchtsituaties.
Tijdens de opnames van deze televisieserie leerden het latere koppel Nand Buyl (Schipper Matthias) en Chris Lomme (Marieke) elkaar kennen. Later speelden ze ook samen in de jeugdreeks Axel Nort.

## Rolverdeling
| Acteur             | Personage                  | Jaren     |
| ------------------ | -------------------------- | --------- |
| Nand Buyl          | Schipper Matthias          | 1955-1963 |
| Jetje Cabanier     | Mathilde                   | 1955-1963 |
| Chris Lomme        | Marieke                    | 1959-1963 |
| Tuur Bouchez       | Philidoor                  |           |
| Jan Reusens        | Sander                     |           |
| Fientje Blockmans  | Stem van Jules de papegaai |           |
| Francine De Weerdt | Marianneke                 | 1955-1959 |
| René Peeters       | Hyppoliet                  |           |
| Josée Puissant     | Madam Krielemans           |           |

Chris Lomme nam pas in 1959 de rol over van Francine De Weerdt (zus van Denise De Weerdt) in de gedaante van Marieke, een weeskind en ver familielid van Marianneke.
De Vlaamse theoloog Max Wildiers heeft nog scripts voor de serie geschreven.

## In populaire cultuur
- Willy Vandersteen pikte destijds in op de populariteit van de serie door er een vedettenstripreeks rond te maken. Lang heeft deze stripserie echter niet gelopen. Ook Johan Anthierens en Eddy Ryssack maakten in 1960 een stripreeks rond het programma die Kapitein Mathias werd genoemd.
- De Strangers verwezen naar het programma in hun nummer "T.V. Truut" (1960): "na droomde kik eergisterenavond dinges die ik nog nooit ni zag/ ik speelde Texas Ranger naast Mathil en ik bleef joeng (...) ik zoch nor d' honderduzend... Madame Krielemans zocht mee."
- In het Neroalbum "Het Lodderhoofd" (1961) hebben Jetje Cabanier en Chris Lomme in hun kledij uit "Schipper naast Mathilde" een cameo in strook 19. Zij vertellen verder dat Nero vijf miljoen heeft gekregen.
- De Kreuners baseerden hun hit "Ik was verliefd op Chris Lomme" op actrice Chris Lomme's vertolking van Marieke in de serie.
- Er werd ook ooit een langspeelplaat rond het programma uitgebracht, in de vorm van een hoorspel.[2]
- In de televisiereeks Terug naar Oosterdonk wordt er ook naar "Schipper Naast Mathilde" verwezen wanneer de eerste televisie-uitzendingen in het dorp worden vertoond. Een groep dorpelingen zit gezellig rond de buis en lacht smakelijk met het programma.